# Gioventù Comunista di Grecia
La Gioventù Comunista di Grecia (in greco Κομμουνιστική Νεολαία Ελλάδας?, Kommounistikī Neolaia Elladas) è la federazione giovanile del Partito Comunista di Grecia.
Pubblica una rivista mensile, Odīgītīs (Οδηγητής), e organizza festival nelle principali città greche.
Fa parte della Federazione Mondiale della Gioventù Democratica.

## Organizzazione
Nella sua organizzazione interna, la KNE segue il principio del centralismo democratico, come da tradizione leninista.

## Storia
La Gioventù Comunista di Grecia è stata fondata il 15 settembre 1968, da una delibera del Comitato Centrale del Partito Comunista di Grecia, durante la dittatura dei colonnelli, con finalità rivoluzionarie e di propaganda comunista.
È l'erede dell'OKNE (Organizzazione della Gioventù Comunista di Grecia) e di tutte le organizzazioni giovanili che avevano preso parte alla lotta popolare contro il regime, come l'EPON (Organizzazione Giovanile Unita Pan-Ellenica), la DNE (Gioventù Democratica di Grecia) e la D.N.Lamprakis (Gioventù Democratica "Lamprakis").
Tra il 1989 e il 1991 la KNE è stata scossa da una profonda crisi. Nel 1989 subisce una scissione e due anni dopo si scioglie con l'obiettivo di confluire nella Lega Giovanile di Synaspimos. Alla fine, grazie ad alcune centinaia di militanti e con l'aiuto del Partito Comunista, la KNE sopravvive e nel marzo 1993 si svolge il sesto congresso dell'organizzazione.
Nei tardi anni duemila, la KNE decide di costituire il Fronte di Lotta Studentesca (in greco Μέτωπο Αγώνα Σπουδαστών, ΜΑΣ?), fondato ad Atene il 6 novembre 2009.
Dal 2012 ha come referente in Italia il Fronte della Gioventù Comunista, con cui intrattiene relazioni privilegiate. 

### Congressi
- I Congresso (19–22 febbraio 1976)
- II Congresso (4–7 aprile 1979)
- III Congresso (14–18 dicembre 1983)
- IV Congresso (1–5 giugno 1988)
- V Congresso (25–27 gennaio 1990)
- VI Congresso (19–21 marzo 1993) - "La speranza è la nostra lotta, con il Partito Comunista apriamo la strada al futuro"
- VII Congresso (1–4 maggio 1997) - "Contrattacco della gioventù all'imperialismo, con il Partito Comunista per il socialismo"
- VIII Congresso (21–23 dicembre 2001) - "Gioventù dinamica in lotta insieme ai lavoratori e al popolo, per il Fronte, per il socialismo"
- IX Congresso (12–14 maggio 2006)
- X Congresso (7–9 maggio 2010) - "Il comunismo è la giovinezza del mondo, la KNE la nostra organizzazione"